# Římská unie řádu svaté Voršily
Římská unie řádu svaté Voršily (latinsky Unio Romana Ordinis Sanctae Ursulae, OSU) je sdružení řeholních domů navazujících na voršilskou tradici. Jeho členky se nazývají voršilky nebo uršulinky.

## Historie
Původní společenství svaté Voršily bylo založeno v Brescii v roce 1535 Andělou Mericiovou a potvrzeno papežem Pavlem III. Ten 3. června 1544 vydal zakládací bulu Regimini universalis ecclesiae.
Unie byla založena v roce 1900 na popud papeže Lva XIII. V říjnu 2006 působila ve 36 zemích, rozčleněná na 30 provincií a čítala přes 2 500 sester. V čele unie stojí generální představená, která sídlí v Římě.

### Voršilky v českých zemích
První z voršilských domů na českém území se připojil k Unii v roce 1928.
V říjnu 2006 zahrnovala Českomoravská provincie Římské unie řádu svaté Voršily 4 živé komunity sester (Praha, Brno, Liberec, Kutná Hora) a provozovala 4 školy. Zaměřuje se na pastoraci, evangelizaci a výchovu mládeže. Vedení provincie v čele s představenou sídlí v Praze.
Mezi bývalé kláštery patří také klášterní budova v Praze na Hradčanech.